# Gynoplistia nematomera
Gynoplistia nematomera är en tvåvingeart som beskrevs av Alexander 1926. Gynoplistia nematomera ingår i släktet Gynoplistia och familjen småharkrankar. Inga underarter finns listade i Catalogue of Life.